# Gagra
Gagra (Гагра; tiếng Gruzia: გაგრა, tiếng Abkhaz và tiếng Nga: Гагра) là thành phố ở Abkhazia, nằm dài trên 5 km phía đông bắc bờ biển Đen, dưới chân dãy núi Kavkaz. Khí hậu cận nhiệt đới giúp Gagra trở thành khu nghỉ dưỡng dưới thời Đế quốc Nga và Liên Xô.